# Стефка Прохаскова
Стèфка Кѝрилова Прохàскова е българска драматична режисьорка, народна артистка (1983 г.).

## Биография
Родена е на 21 януари 1924 г. в Бяла черкова, Търновска околия, Царство България.
Завършва славянска филология в Софийския университет (1947 г.) и актьорско майсторство и режисура в Държавната театрална школа при Народния театър (1947 г.) при Стефан Сърчаджиев и Боян Дановски. През 1948 – 1950 г. е стажант-режисьорка и актриса в Народния театър в София. Преподавателка по актьорско майсторство и режисура (1948 – 1958 г.) и по режисура (1964 – 1967 г.) във ВИТИЗ. Режисьорка е в театър „Трудов фронт“ в София (1950 – 1964 г.), в „Популярен театър“ в София (1964 – 1965 г.), в „Сцена на окръзите“ (1965 – 1966 г.; 1967 – 1968 г.) и в театъра в Габрово (1973 – 1976 г.); главна режисьорка в Театър 199 в София (1978 – 1983 г.), директор на театъра в Толбухин (1967 – 1968 г.).
Творчеството на Прохаскова се отличава с аналитичност и ясно очертаване на основното действие, с интерес към нюансите в емоционалното движение и във взаимоотношенията между героите. Тези качества ярко се разкриват в постановките ѝ в „Камерния театър“, където тя работи дълги години и допринася за утвърждаването му. Сред значителните ѝ постановки са „Мяра за мяра“ от Уилям Шекспир, „Дивата патица“ от Хенрик Ибсен, „Недоразумение“ от Албер Камю, „Кой се страхува от Вирджиния Уулф“ от Едуард Олби, „Цели дни по дърветата“ от Маргьорит Дюра, „Орфей слиза в ада“ от Тенеси Уилямс, „Моника“ от Лайош Мещерхази, „Майка земя“ от Чингиз Айтматов, „Антигона“ от Людмил Стоянов „Всяка есенна вечер“ от Иван Пейчев, „Златното покритие“ от Драгомир Асенов и други.
Починала е на 31 юли 1983 г. в София.